# Pietro Ier Ruffo de Calabre

Royaume de Sicile en 1154.

Pietro Ier Ruffo de Calabre, né à Catanzaro en 1188 et mort assassiné en juin 1257, 1er comte de Catanzaro, est un grand seigneur du XIIIe siècle. Il s'intitulait Petrus Ruffus de Calabria, en latin, ou Pietro Ruffo de Calabria en bas-latin, langue de l'époque.

## Biographie
Issue d'une famille noble d'origine byzantine — la maison Ruffo — qui avait conquis l'Italie du Sud sur les sarrasins à la fin du Xe siècle, Pietro Ruffo, quasi-souverain en Calabre est l'un des premiers barons du royaume de Sicile. Il mène une brillante carrière militaire, politique et administrative au côté de son Empereur le grand Frédéric II du Saint-Empire dont il est un des plus proches conseillers.
Vice-roi de Calabre et vice-roi de Sicile de 1235 à 1243, il est nommé Grand Maréchal de l'Empire et 1244, tuteur des enfants impériaux puis comte de Catanzaro en 1252 par Conrad IV et maréchal de tout le royaume de Sicile. Il se pare d'une titulature de souverain et signe « Pietro Ruffo de Calabria, par la grâce du roi et de Dieu, comte de Catanzaro et maréchal de tout le royaume de Sicile. » À la mort prématurée du roi Conrad IV, Pietro Ruffo défend l'héritage de Fréderic II en faveur de Conradin, à la fois contre Manfred Ier de Sicile mais aussi (dans un premier temps) contre le pape. Il périt assassiné par un sicaire de Manfred en juin 1257, après avoir été dépossédé de l'ensemble de ses fiefs. Son petit-neveu Pietro II Ruffo de Calabria, général qui combattit vaillamment au côté de Charles Ier d'Anjou va petit-à-petit récupérer les fiefs Ruffo, dès 1270.
Pietro est le premier de la Maison Ruffo à apparaître dans les manuscrits d'époque sous le nom Ruffus de Calabria en latin, ou Ruffo de Calabria en bas latin de l'époque. Ce n'est que bien plus tard que ce nom a été italianisé, en Ruffo di Calabria. Il est toujours porté de nos jours par la branche aînée de la famille, notamment par la reine Paola de Belgique.
Surnommé « le Prince glorieux », Pietro fut marié mais n'eut pas de postérité mâle.